# Valgorge
Valgorge é uma comuna francesa na região administrativa de Auvérnia-Ródano-Alpes, no departamento de Ardèche. Estende-se por uma área de 26,36 km². Em 2010 a comuna tinha 434 habitantes (densidade: 16,5 hab./km²).